# Paraneetroplus breidohri
Paraneetroplus breidohri är en fiskart som först beskrevs av Werner och Stawikowski, 1987.  Paraneetroplus breidohri ingår i släktet Paraneetroplus och familjen Cichlidae. Inga underarter finns listade i Catalogue of Life.